# Institution biblique de Halle
L'Institution biblique de Halle (en allemand : Cansteinsche Bibelanstalt), est la plus ancienne société biblique du monde.
Fondée à Halle (Saale) en 1710 par Carl Hildebrand von Canstein en collaboration avec August Hermann Francke, son objectif était de remédier à la pénurie de Bibles en Allemagne, en particulier parmi la population la plus pauvre, et d'imprimer des Bibles rapidement, en grande quantité et à bas prix. Une nouveauté dans l'histoire de l'imprimerie, un « jeu permanent » a été créé à cet effet : les quelque 1 300 pages imprimées de la Bible ont été dactylographiées en une seule fois avec environ 5 millions de caractères au plomb et ce jeu complet est resté debout en permanence pour d'autres éditions. Auparavant, en typographie, seules quelques pages étaient tapées, les feuilles de l'édition entière étaient imprimées, la composition était dissoute puis les pages suivantes étaient tapées en utilisant les mêmes lettres. Au cours des 100 premières années d'existence de l'Institut biblique, environ deux millions de Bibles complètes et plus d'un million d'exemplaires du Nouveau Testament ont été imprimés.

## Histoire
En raison de la crise économique mondiale, l'Institut biblique von Canstein de Halle connait des difficultés financières, de sorte qu'en 1938, la Société biblique principale prussienne (Evangelische Haupt-Bibelgesellschaft (de)) reprend les droits et les actifs. Au cours de son existence, l'Institut biblique a imprimé au total environ dix millions de Bibles jusqu'à sa reprise. Cela est suivi par un changement de nom en Société biblique principale prussienne et en Institut biblique von Canstein.
En raison de la division de l'Allemagne après la Seconde Guerre mondiale, l'ancien Institut biblique a deux successeurs après 1945 : à l'est, la Société biblique évangélique principale et l'Institut biblique von Cansteinsche de Berlin (EHBG). À l'Ouest, l'Institut biblique von Cansteinsche de Westphalie est fondé en 1951, avec son siège à Dortmund, car l'EHBG, avec son siège à Berlin-Est, n'est pas en mesure d'opérer à l'Ouest. 
La société westphalienne abandonne l'impression de la Bible au milieu des années 1970 et, en collaboration avec l'Institut biblique du Wurtemberg, transfère ses activités d'édition à la Fondation biblique allemande nouvellement fondée à Stuttgart en 1975,. En 1981, la Société biblique allemande est créée à partir de l'Œuvre biblique évangélique et de la Fondation biblique allemande (Deutsche Bibelgesellschaft (de)).
Après la chute du mur, l'EHBG est rebaptisée Société biblique évangélique principale et Institut biblique von Cansteinsche dans le domaine de l'Église évangélique de l'Union (Evangelische Kirche der Union (de)) et est dissoute en 2004 en raison de problèmes de liquidités. L'Institut biblique von Cansteinsche à Berlin e. V. est alors fondé en 2005. 
De nos jours il existe ainsi trois institutions différentes qui succèdent à l'Institut biblique Canstein.

### von Cansteinsche Bibelanstalt in Berlin e.V. (Institut biblique de Berlin)
L'Institut biblique de Berlin est une société biblique régionale située à Berlin. Outre une petite exposition et une collection biblique, l'association est spécialisée dans le travail pédagogique auprès des enfants et des jeunes. Les cours de religion et les étudiants de confirmation peuvent « explorer » la Bible dans le laboratoire biblique à l'aide d'une vieille imprimerie, de LEGO et de Minecraft. En 2015, 2017 et 2021, l'association a réalisé le « Berlin Bible Project », dans lequel des pages de la Bible ont été conçues sous forme de bandes dessinées avec des élèves de cours d'éducation religieuse. Depuis le Deutscher Evangelischer Kirchentag 2019 (de), l'Institut biblique exploite un serveur Minecraft sur lequel sont proposés des services religieux, des séries de constructions thématiques et un monde de création et de survie. Le siège de l'Institut biblique est l'église Philipp Melachthon à Berlin-Neukölln.

### von Cansteinsche Bibelanstalt in Westfalen e.V. (Institut biblique de Dortmund)
L'Institut biblique de Dortmund propose l'exposition « Atelier biblique », qui explique aux visiteurs l'histoire et le contenu de la Bible. En tant qu'exposition itinérante, l'« Atelier biblique mobile » peut être emprunté. En plus du « Poster biblique », une image d'objets cachés sur la Bible, d'autres ateliers sont proposés aux groupes dans l'exposition permanente. 

### Canstein Bibelzentrum (Centre biblique de Canstein)
Dans la tradition du Canstein Bible Institute, le Centre biblique de Canstein est créé en 1995. Le centre est situé sur le terrain de la Fondation Francke à Halle (Saale), lieu où a été fondé le premier Institut biblique.
Le Centre Biblique se consacre à l'initiation pédagogique à la Bible, par exemple par le biais de formations continues, de conférences ou de séminaires pour les classes scolaires et les particuliers. Une maquette du Temple de Salomon est exposée dans les salles du centre. 
Le Centre biblique est géré par l'Œuvre biblique d'Allemagne centrale de l'Église évangélique d'Allemagne centrale (EKM) .